# Germain Nelzy
Germain Geoffrey Nelzy (* 4. August 1934 in Case-Pilote; † 15. Dezember 2012 in Le Lamentin) war ein französischer Sprinter, der sich auf den 400-Meter-Lauf spezialisiert hatte.
In der 4-mal-400-Meter-Staffel wurde er bei den Leichtathletik-Europameisterschaften 1962 in Belgrad Sechster und bei den Olympischen Spielen 1964 in Tokio Achter.
1962 wurde er Französischer Meister mit seiner persönlichen Bestzeit von 47,1 s.